# پیشرو دزه‌ای
پیشرو مجید آغا، که به پیشرو دزه‌ای شهرت داشت، بازرگان کرد بود که ژانویه ۲۰۲۴ در جریان حمله موشکی به خانه اش در نزدیکی اربیل کشته شد. او متولد اربیل و فارغ‌التحصیل از دانشگاه این شهر بود و رئیس دو شرکت گروه فالکون و امپایر ورلد بود.
پیشرو مجید آقا از بازرگانان ثروتمند و پر نفوذ کردستان عراق بود و به گزارش رویترز با خانواده مسعود بارزانی رابطه نزدیکی داشت.

## کشته شدن
در ۲۶ دی ۱۴۰۲ سپاه پاسداران به بهانه وجود عوامل موساد در اربیل به خانه پیشرو دزه‌ای  حمله موشکی کرد و دزه‌ای به همراه چند تن کشته شدند. رسانه های ایرانی دزه ای را دارای روابط اقتصادی نزدیک با اسرائیل میدانستند.در بین کشته شدگان، دختر ۱۱ ماهه وی نیز حضور داشت 